# رد هات چیلی پپرز
رد هات چیلی پپرز (به انگلیسی: Red Hot Chili Peppers) نام یک گروه آلترناتیو راک دهه ۸۰ و ۹۰ میلادی است. این گروه آمریکایی در سال ۱۹۸۳ در لس آنجلس تأسیس گردید. این گروه تا کنون برنده ۷ جایزه گرمی شده‌است.

## حرفه
اعضای نخستین این گروه با عنوان‌های ابتدایی تونی فلو (به انگلیسی: Tony Flow) و استادهای باشکوه معجزه آسای آشوب (به انگلیسی: the Miraculously Majestic Masters of Mayhem)، گیتاریست هیلل اسلواک و درامر جک آیرونز در کنار خواننده آنتونی کیدز و بیسیست مایکل بِلزری (Flea) بودند. به دلیل حضور در گروه‌های دیگر، اسلواک و آیرونز در اولین آلبوم گروه در سال ۱۹۸۴ (هم نام با اسم گروه) شرکت نکردند. اسلواک برای آلبوم‌های دوم و سوم، Freaky Styley (۱۹۸۵) و برنامه حزب Uplift Mofo (۱۹۸۷) بازگشت، اما وی در اثر تجویز بیش از حد هروئین در سال ۱۹۸۸ درگذشت. در نتیجه مرگ دوستش، آیرونز تصمیم به ترک گروه گرفت. پس از تعویض‌های کوتاه در گیتار و درامز، جان فروشانته و اسمیت در سال ۱۹۸۸ پیوستند. ترکیب Flea , آنتونی کیدیس،  Frusciante و اسمیت طولانی‌ترین ماندگار و پنج آلبوم استودیویی بود که از ابتدای شیر مادر (۱۹۸۹) آغاز شد. در سال ۱۹۹۰، این گروه با Warner Bros. Records امضا کردند و آلبوم Blood Sugar Sex Magic (۱۹۹۱) را به تهیه کنندگی ریک روبین ضبط کردند. این آلبوم به اولین موفقیت تجاری بزرگ گروه تبدیل شد، اما Frusciante از محبوبیت این گروه ناراحت شد و ناگهان در سال ۱۹۹۲ در میانه تور خون قند سکس Magic تور ترک شد.
پس از دو گیتاریست موقت، دیو ناوارو در سال ۱۹۹۳ به این گروه پیوست و در آلبوم بعدی خود با نام One Hot Minute (۱۹۹۵) بازی کرد. اگرچه از نظر تجاری موفقیت‌آمیز بود، این آلبوم نتوانست با تحسین منتقدان و محبوب محبوب Blood Sugar Sex Magik مطابقت داشته باشد و به فروش نیمی از پیشین خود بپردازد. ناوارو در سال ۱۹۹۸ از این گروه اخراج شد. Frusciante، تازه از اعتیاد به مواد مخدر، در همان سال به درخواست Flea به گروه بازگشت. کوارتت مجدداً برای ضبط کالیفرنیا (۱۹۹۹) به استودیو بازگشت، که با ۱۶ میلیون نسخه فروخته شده در سراسر جهان، به بزرگترین موفقیت تجاری این گروه تبدیل شد. این آلبوم سه سال بعد توسط By the Way (۲۰۰۲) دنبال شد و سپس چهار سال بعد توسط دو آلبوم Stadium Arcadium (۲۰۰۶) که اولین آلبوم شماره یک آنها در آمریکا بود. پس از یک تور جهانی، این گروه با وقفه ای طولانی روبرو شد. Frusciante اعلام کرد که به‌طور دوستانه در سال ۲۰۰۹ از گروه جدا شد تا به کار تکنوازی خود بپردازد. کلینگوففر که در تور استادیوم آرکادیوم و در پروژه‌های انفرادی Frusciante به عنوان گروهبان برای گروه کار کرده بود، جای او را گرفت. دهمین آلبوم استودیویی گروه، من با تو هستم، در سال ۲۰۱۱ منتشر شد و در ۱۸ کشور مختلف در صدر جدول قرار گرفت. این گروه یازدهمین آلبوم استودیویی خود را با نام Getaway را در سال ۲۰۱۶ منتشر کرد. این آلبوم توسط Danger Mouse تهیه شده‌است، اولین بار از زمان Mother's Milk است که Red Hot Chili Peppers با Rubin کار نکرده بود و در ده صدر جدول قرار گرفت. کشورهای مختلف. از نوامبر سال ۲۰۱۸، این گروه در حال کار بر روی دوازدهمین آلبوم استودیویی خود است که انتظار دارند در سال ۲۰۱۹ منتشر شود. در تاریخ ۱۵ سپتامبر ۲۰۱۹، این گروه در صفحه رسمی اینستاگرام خود اعلام کردند که گیتاریست پیشین آنها یعنی جان فروشانته دوباره به گروه بازگشته است.

## اعضا
اعضای کنونی
- آنتونی کیدز – خواننده اصلی(۱۹۹۳–اکنون)
- فلی– گیتار بیس، همخوان (۱۹۸۳–اکنون)، ترومپت (۱۹۸۸–اکنون)، پیانو (۲۰۱۱–اکنون)
- چاد اسمیث – درامز، پرکاشن (۱۹۸۸–اکنون)
- جان فروشانته – گیتار، همخوان (۱۹۸۸–۱۹۹۲، ۱۹۹۸–۲۰۰۹ ،۲۰۱۹–اکنون)، کیبورد (۱۹۹۸–۲۰۰۹٬۲۰۱۹–اکنون)

اعضای پیشین
- کلیف مارتینز – درامز (۱۹۸۳–۱۹۸۶)
- هیلل اسلواک – گیتلر، همخوان (۱۹۸۳, ۱۹۸۵–۱۹۸۸؛ درگذشته ۱۹۸۸)
- جک آیرونز – درامز، همخوان (۱۹۸۳، ۱۹۸۶–۱۹۸۸)
- جاش کلینگافر – گیتار، کیبورد، همخوان (۲۰۰۹–۲۰۱۹)

## ترانه‌شناسی
- The Red Hot Chili Peppers (album) (1984)
- Freaky Styley (1985)
- The Uplift Mofo Party Plan (1987)
- Mother's Milk (1989)
- Blood Sugar Sex Magik (1991)
- One Hot Minute (1995)
- Californication (1999)
- By the Way (2002)
- Stadium Arcadium (2006)
- I'm with You (2011)
- The Getaway (2016)
- Unlimited Love (2022)
- Return of the Dream Canteen (2022)